# Murikka-opisto
Ej att förväxla med orten Murik (finska: Murikka)

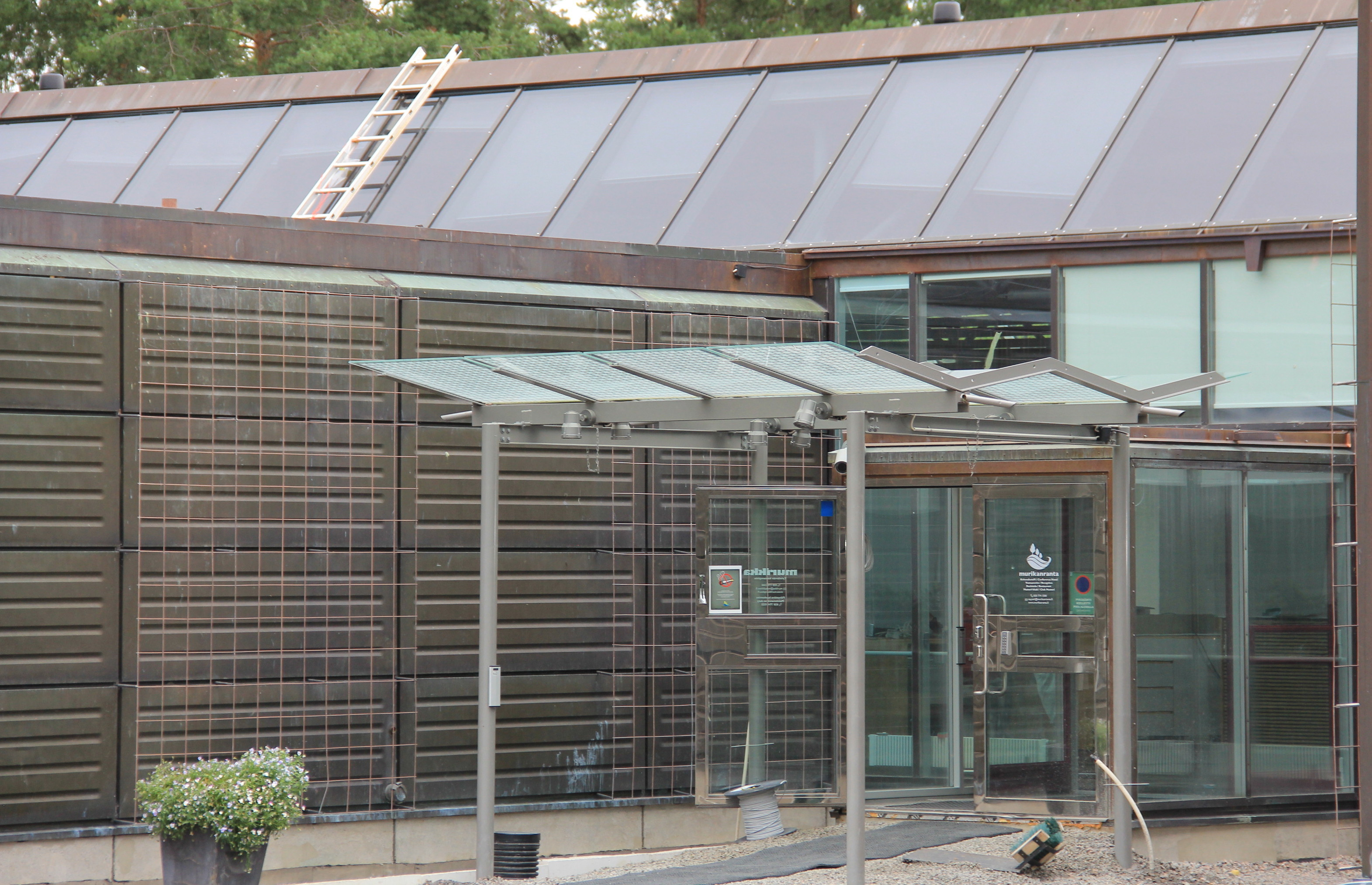
Huvudingången

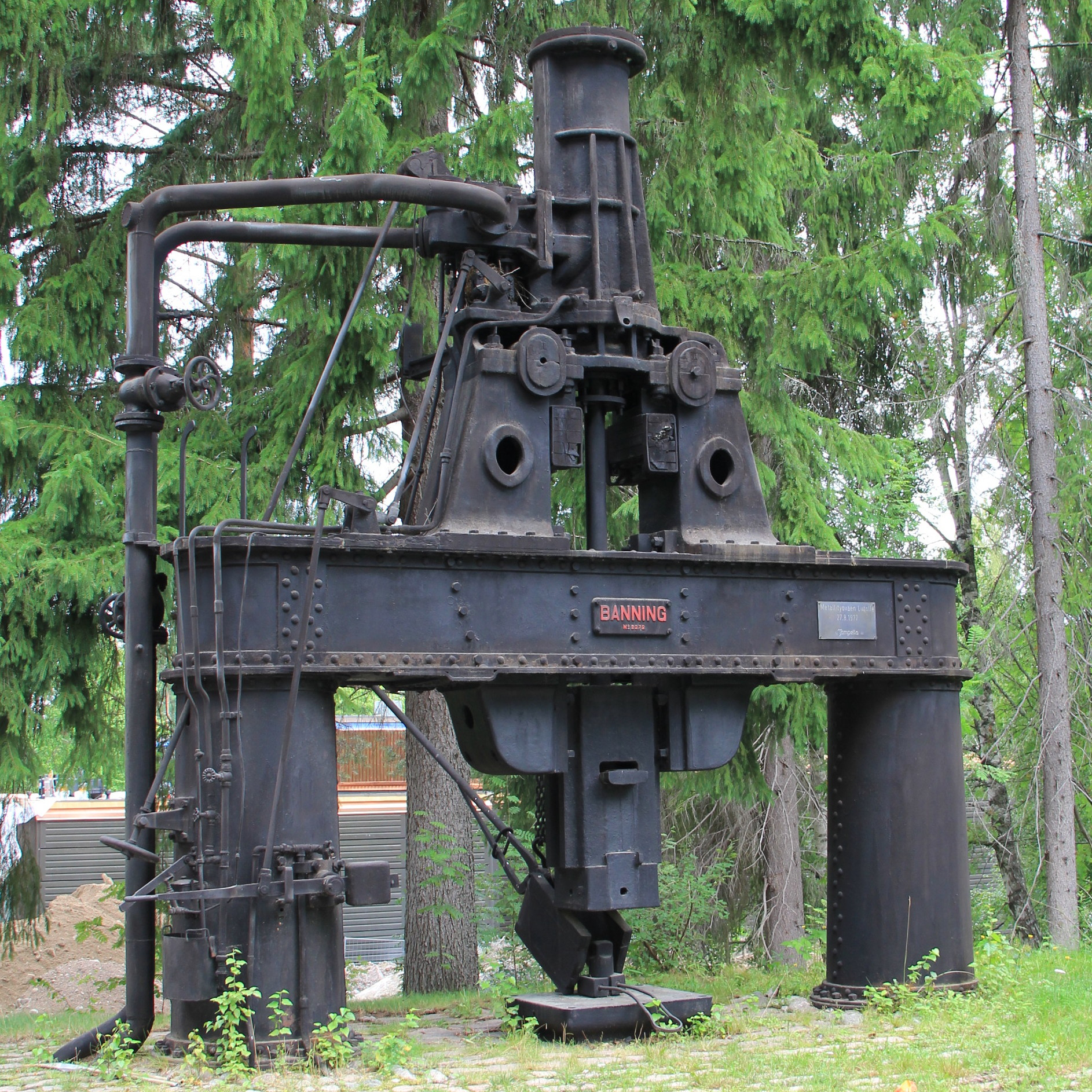
Ånghammare donerad av Tampella 1929, uppställd som monument över Tammerfors metallindustri

Murikka-opisto ("Murikkainstitutet") är ett finländsk folkhögskola, som ligger vid sjön Näsijärvi i Terälahti i Tammerfors kommun. Murikka betyder ett obearbetat stycke metall.
Murikka grundades som ett kurscentrum för fackförbundet Metalliliitto ("Metallarbetareföbundet") 1977 och drivs idag av Teollisuusliitto ry ("Industrifacket"). Skolan fick ställning som folkhögskola 1980. Den är idag en folkhögskola för arbetslivet. Omkring 2 300 personer läser vid skolan varje år i totalt omkring 130 kurser.
Folkhögskolan ingår i en grupp av arbetslivshögskolor, som förutom Murikka omfattar Aktiivi-institutet, Kiljavaskolan och JHL-skolan. 
En stor del av kursutbudet avser korta utbildningar på högst tio dagar. Utbildningsområden är bland andra förtroendemanna- och arbetarskyddsutbildning, informationsteknik, interaktionsförmåga, förhandlingsförmåga och arbetshälsovård.

## Byggnaden
Byggnaden ritades av arkitektgruppen Katras (Helin, Siitonen, Nurmela, Raimoranta och Tasa) efter en arkitekttävling 1974 och stod färdig 1977.
Byggnadskomplexet är på 11 150 m². Åren 2016–2018 genomfördes ett större renoveringsprojekt.
Under 2019 utsågs Murikka till ett av Docomomos landmärken för modern arkitektur.